# Plataforma de baile

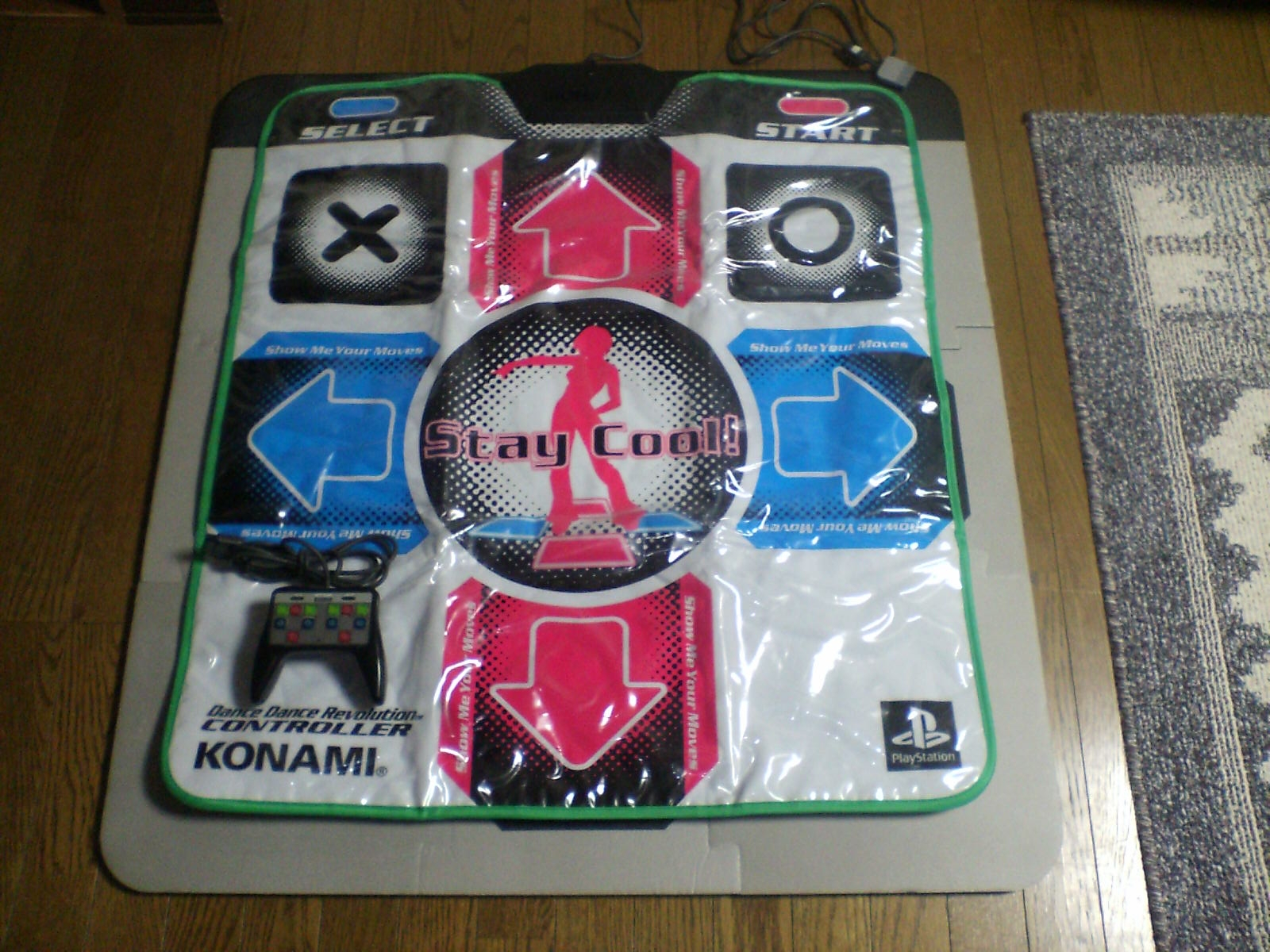
Plataforma de baile para la PlayStation con un controlador sobre el panel inferior derecho para comparación de escala

Plataforma de baile, tapete de baile o dance pad es un controlador plano electrónico utilizado en videojuego para la entrada en los juegos de baile. La mayoría de las almohadillas de baile se divide en una matriz de 3 x 3 de paneles cuadrados para el jugador los pise, con algunos o todos de los paneles correspondientes a las instrucciones o acciones dentro del juego. Algunas también tienen botones adicionales fuera del área principal de paneles, como por ejemplo "Inicio" y "Seleccionar". Los pares de plataformas de baile a menudo se unen de lado a lado para ciertos modos de juego.
Juegos de arcade populares, tales como Dance Dance Revolution, In the Groove, y Pump It Up utilizan grandes plataformas de baile de acero conectadas a la cabina del arcade, mientras que las versiones para consolas de hogar suelen utilizar más pequeñas (a menudo flexibles) plataformas de plástico. Estas se hacen específicamente para sistemas como el GameCube, Wii, Dreamcast (sólo Japón), PlayStation, y Xbox, pero también se puede utilizar en los simuladores de computadora tales como StepMania mediante el uso de adaptadores especiales.
Hay una multitud de alfombras de baile de diferentes fabricantes. También es posible construir una por sí mismo,·.

## Tipos de plataformas de baile

### Plataforma de baile suave

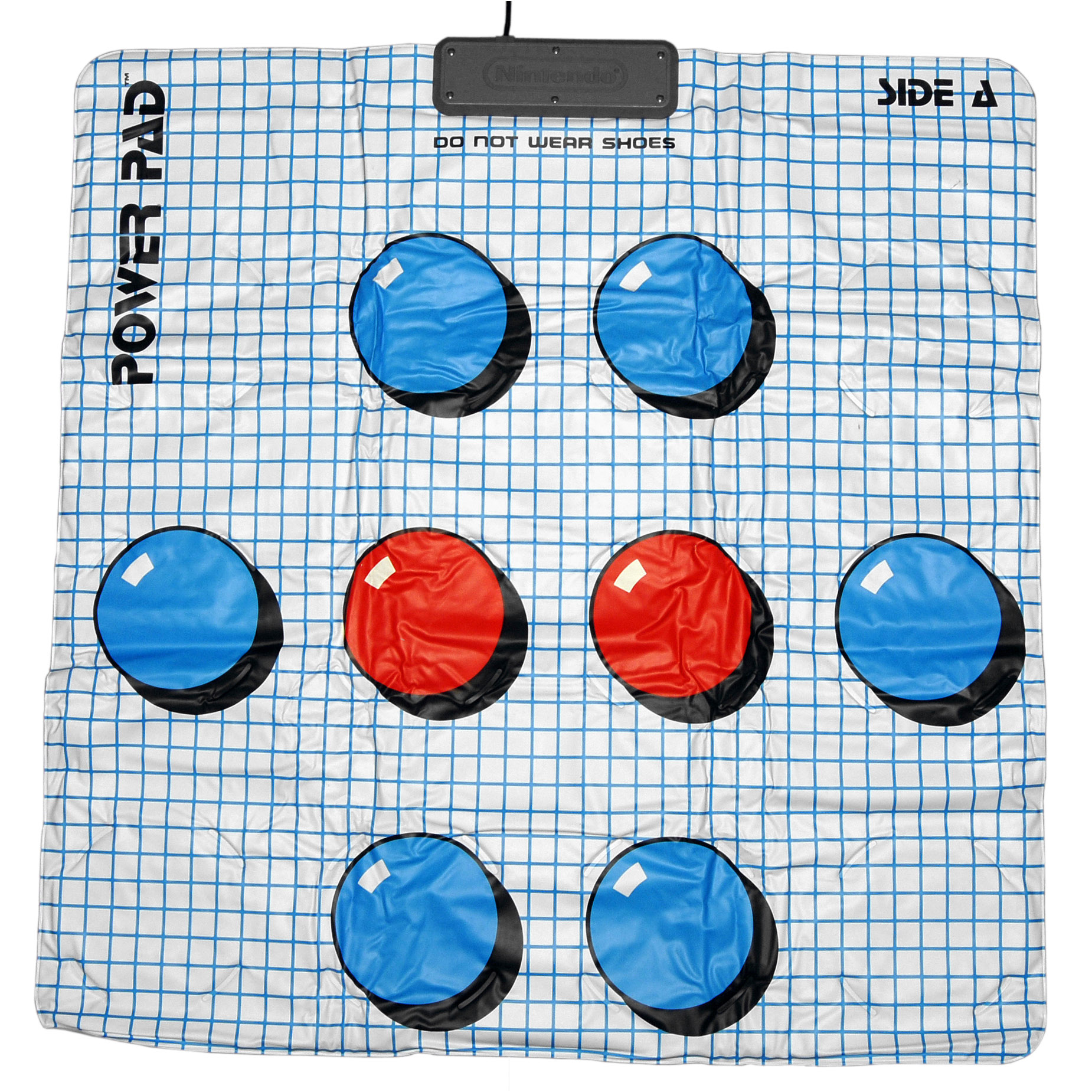
La Power Pad de 1987 es un ejemplo clásico de una plataforma suave.

Las plataformas "suaves" delgadas y de plástico. Son buenas para principiantes para bailar juegos o para uso ocasional, pero tienen una tendencia a moverse y arrugarse durante el juego. No son generalmente durables y pueden desgastarse fácilmente, pero para el uso liviano son bastante adecuadas. Los fabricantes de incluyen Konami, BNSUSA, RedOctane, Intec, MadKatz (Beat Pad), MyMyBox, Naki International, y Nintendo (Action Pad).

### Plataformas de metal

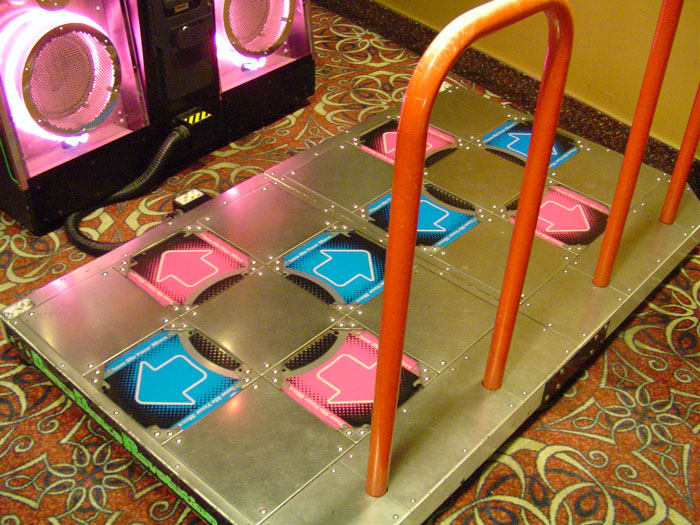
La versión arcade de Dance Dance Revolution es un ejemplo de plataforma de metal

Las plataformas de metal (y, a veces de madera) tienen una mayor durabilidad, y por lo general vienen con una barra levantada detrás del jugador. Máquinas de Arcade utilizar almohadillas de fibras metálicas muy durables que están diseñadas para un uso intensivo.